# Neanotis hirsuta
Neanotis hirsuta là một loài thực vật có hoa trong họ Thiến thảo. Loài này được (L.f.) W.H.Lewis mô tả khoa học đầu tiên năm 1966.